# Sojusz Socjalistyczny

Emerytowane logo Socialist Alliance, australijskiej partii socjalistycznej

Sojusz Socjalistyczny (ang. Socialist Alliance, SA) – australijska partia polityczna oraz organizacja o profilu socjalistycznym.
Partia powstała w 2001 jako sojusz różnych organizacji i działaczy socjalistycznych w celu połączenia oddolnego aktywizmu i polityki wyborczej. Prezentowane przez nią poglądy można określić jako socjalistyczne, natomiast wyraźnie obecne są elementy zielonego socjalizmu, antykapitalizmu czy marksizmu.

## Charakterystyka
SA zaangażowana jest w działalność związków zawodowych, zmiany klimatyczne i ruchy studenckie na terenie Australii. W większości kwestii zajmuje zdecydowane lewicowe stanowisko, m.in. w sprawie praw uchodźców, Aborygenów oraz mieszkańców wysp w Cieśninie Torresa, walce z rasizmem i własności publicznej. Partia proponuje też nacjonalizację sektora bankowego, energetycznego i wydobywczego. W zakresie praw pracowniczych partia popiera podniesienie płacy minimalnej, wprowadzenie przepisów dotyczących kradzieży wynagrodzeń i zabójstw przemysłowych (ang. industrial manslaughter), zwiększenie rokowań związkowych do statusu całej branży oraz skrócenie tygodnia pracy do 30 godzin. Sprzeciwia się Australijskiej Komisji Budownictwa i Konstruowania (ang. Australian Building and Construction Commission, ABCC), budowie nowych kopalń i wszelkim próbom prywatyzacji usług publicznych, takich jak Medicare.
Partia opowiada się za rozszerzeniem publicznej ochrony zdrowia o usługi dentystyczne i zaprzestaniem publicznego finansowania szkół prywatnych. Polityka lokalnych oddziałów partii obejmuje wsparcie mieszkalnictwa publicznego, transportu publicznego, edukacji, a także opowiadanie się za mniej zmilitaryzowaną i brutalną policją.
Partia była członkiem koalicji wyborczej Wiktoriańskich Socjalistów podczas wyborów w stanie Wiktoria w 2018. Z koalicji wycofała się w maju 2020.